# Jurij Vladimirovič Linnik
Jurij Vladimirovič Linnik (in russo Юрий Владимирович Линник?; Bila Cerkva, 21 gennaio 1915 – Leningrado, 30 giugno 1972) è stato un matematico sovietico, conosciuto per i suoi lavori in teoria della probabilità, teoria dei numeri e statistica.